# Eric Lander
Eric Steven Lander (New York, 3 febbraio 1957) è un biologo e funzionario statunitense, professore di biologia presso il Massachusetts Institute of Technology (MIT) e di biologia dei sistemi presso la Harvard Medical School e nominato da Joe Biden Direttore dell'Ufficio per le politiche scientifiche e tecnologiche.
Lander è stato un membro del Whitehead Institute, direttore e fondatore del Broad Institute ed è stato co-presidente del Consiglio dei Consulenti in materia di scienza e tecnologia.

## Biografia
Lander è nato a Brooklyn, New York, da genitori ebrei, figlio di Harold Lander, avvocato, e Rhoda G. Lander, insegnante di studi sociali. Era il capitano della squadra di matematica alla Stuyvesant High School e medaglia d'argento alle Olimpiadi internazionali di matematica per gli Stati Uniti, diplomandosi al liceo nel 1974. Ha frequentato e successivamente insegnato al programma Summer Studies in Mathematics dell'Hampshire College. All'età di diciassette anni, ha scritto un articolo sui numeri quasi perfetti con cui ha vinto la Westinghouse Science Talent Search.
Lander ha frequentato la Princeton University, dove si è laureato nel 1978. Ha completato la sua tesi di laurea, dal titolo "Sulla struttura dei moduli proiettivi", sotto la supervisione di John Coleman Moore. Ha poi frequentato il Wolfson College di Oxford e ha scritto la tesi di dottorato (PhD) sulla teoria algebrica dei codici e sui progetti di blocchi simmetrici, sotto la supervisione di Peter Cameron.

## Riconoscimenti e premi
- MacArthur Fellows Program 1987
- Premio Dickson 1997
- Woodrow Wilson Award for Public Service 1998
- Canada Gairdner International Award 2002
- Harvey Prize 2012[10]
- Premio Dan David 2012[11]
- Breakthrough Prize in Life Sciences 2013[12][13]
- William Allan Award 2017[14]